# Palais Liechtenstein
Pour les articles homonymes, voir Palais Liechtenstein (homonymie).
Le palais Liechtenstein est un palais baroque se trouvant à Rossau, aujourd'hui intégré à la ville de Vienne dans l'arrondissement d'Alsergrund. Il abrite les collections du musée Liechtenstein. Il appartient toujours à la famille princière du Liechtenstein.

## Historique

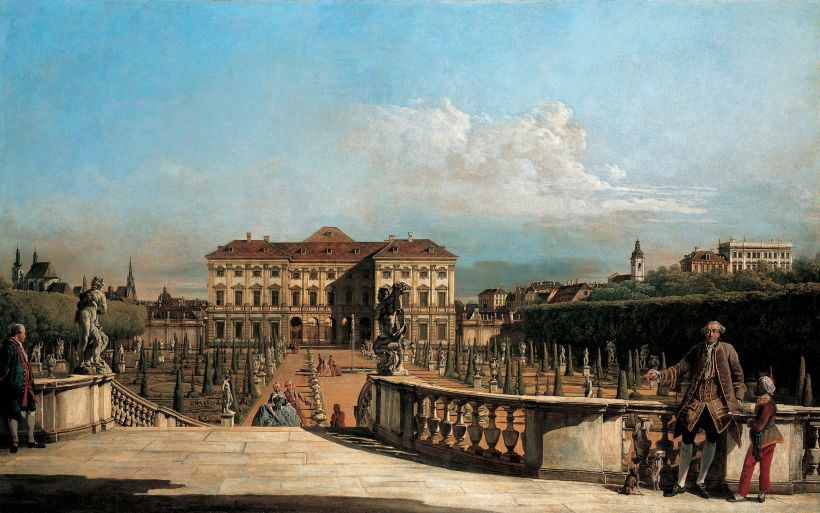
Le palais Liechtenstein de Bellotto

Le prince Jean-Adam Ier de Liechtenstein acquiert en 1687 un parc avec des prés qu'il achète au comte Weikhard von Auersperg. Il fait construire un palais au sud du domaine, ainsi qu'une brasserie au nord jouxtant ses terres agricoles et le village de Lichtental. Le prince fait en 1688 un appel d'offres sur concours auquel participe Fischer von Erlach, mais son projet peu fonctionnel est écarté en faveur de celui de Domenico Egidio Rossi. Ce dernier est remplacé en 1692 par Domenico Martinelli. Les travaux de construction sont terminés en 1700. Les fresques du salon d'Hercule sont d'Andrea Pozzo, assisté de Christoph Tausch, celles du rez-de-chaussée de Johann Michael Rottmayr avec des stucs de Santino Bussi. Ce dernier travaille également aux deux escaliers, au salon de marbre, à la galerie, et à six autres salles du palais pour deux mille deux-cents florins.
De 1805 à 1938, la famille princière du Liechtenstein y présente ses collections de tableaux et d'art dans un musée ouvert au public qui occupe une partie du palais. Celui-ci est loué dans les années 1980-1990 à un musée d'art moderne qui déménage ailleurs en 2001.
Le musée Liechtenstein ouvre finalement ses portes le 29 mars 2004 présentant au public les collections de la famille princière regroupant cinq siècles.

## Jardin
Le jardin est dessiné à la française dans le goût baroque. Les vases et les statues sont de Giovanni Giuliani d'après des dessins de Giuseppe Mazza. Il est refait en style classique par Joseph Kornhäusel en 1820. En face du palais, se trouve l'orangerie donnant sur la Fürstengasse, construite en 1700.

## Illustrations

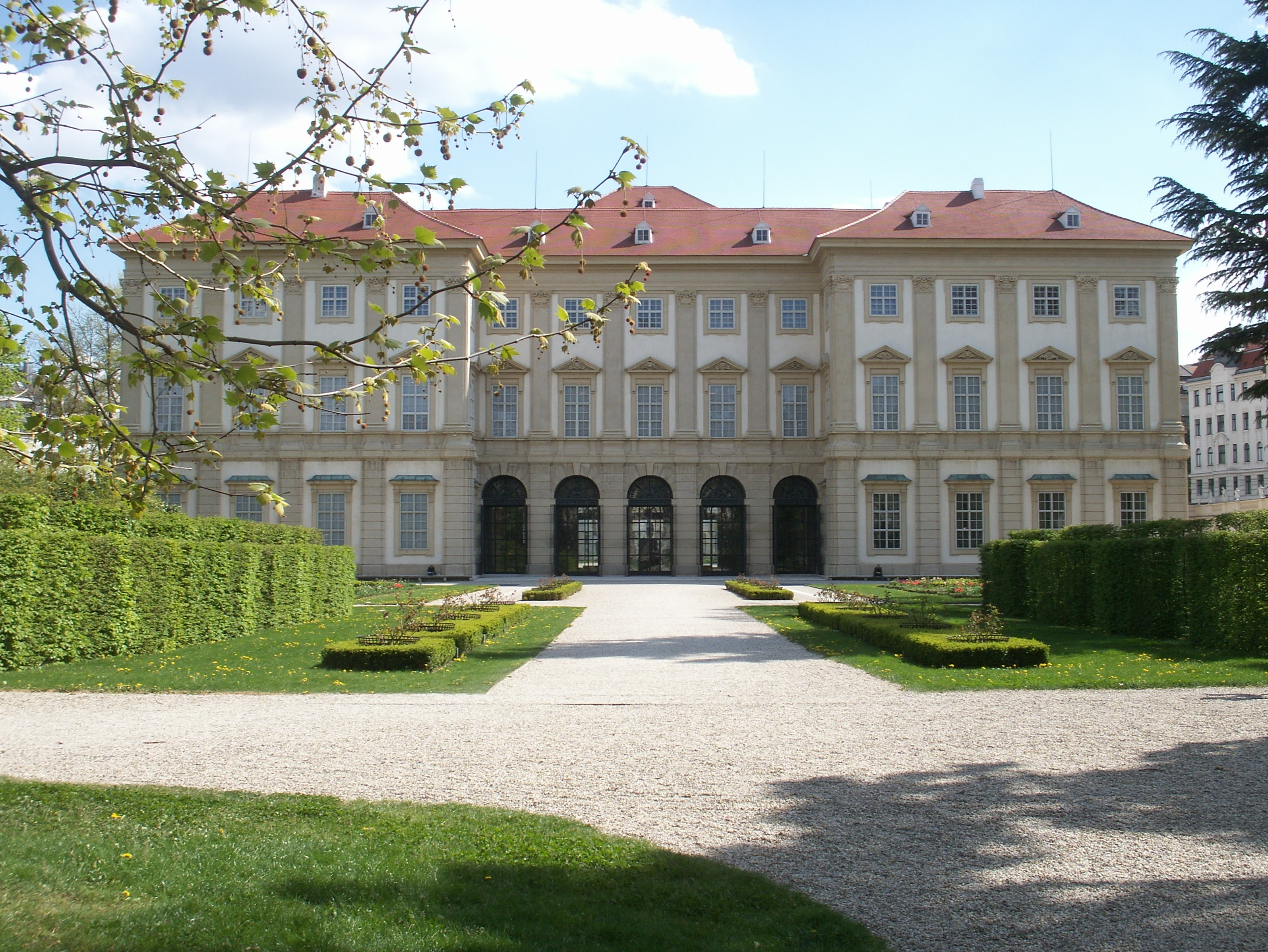
Façade du côté du jardin
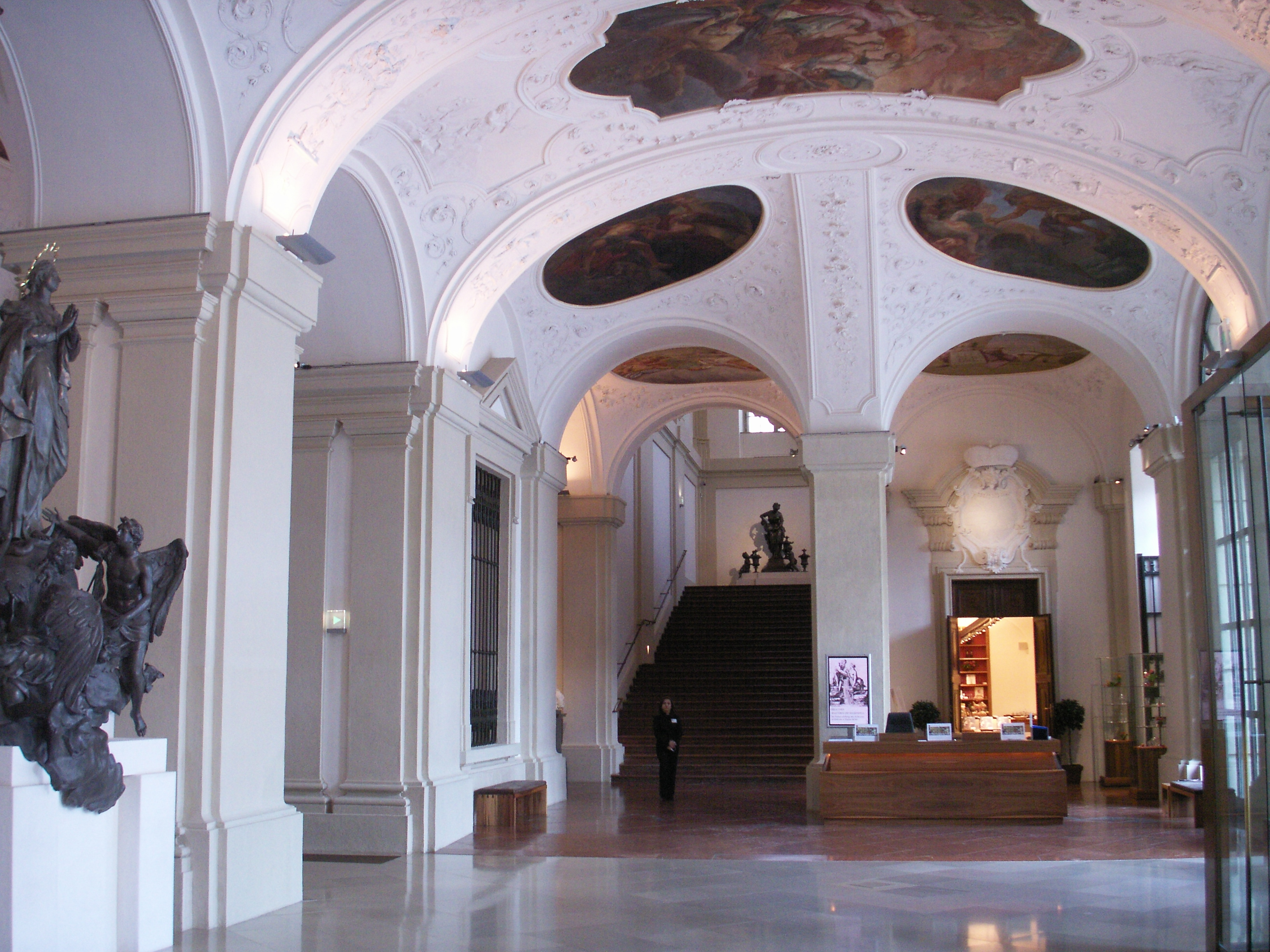
Sala terrena du palais
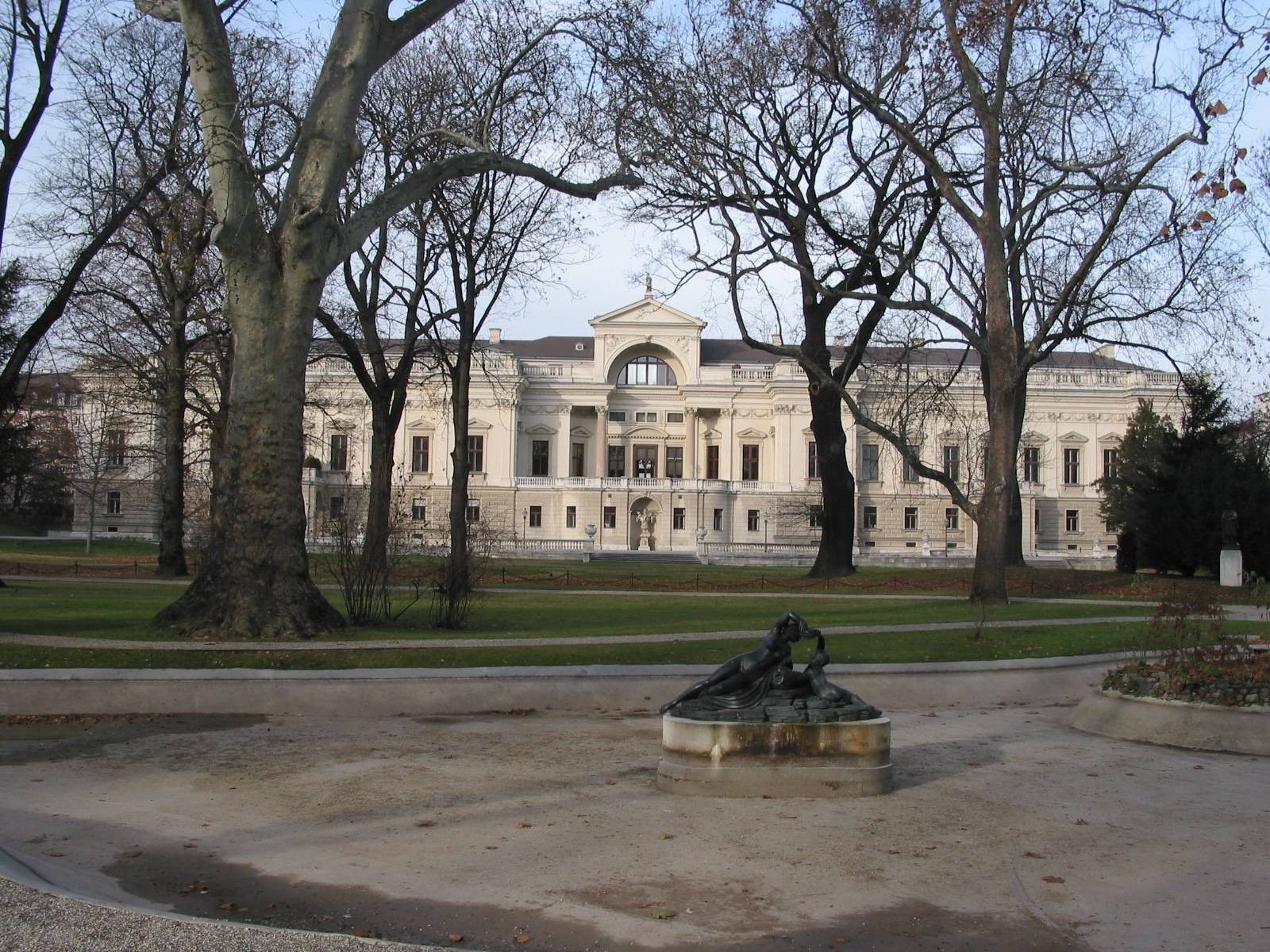
Façade du palais d'été de Heinrich von Ferstel

## Source
- (de) Cet article est partiellement ou en totalité issu de l’article de Wikipédia en allemand intitulé « Palais Liechtenstein (Fürstengasse) » (voir la liste des auteurs).